# Watersipora aterrima
Watersipora aterrima är en mossdjursart som först beskrevs av Ortmann 1890.  Watersipora aterrima ingår i släktet Watersipora och familjen Watersiporidae. Inga underarter finns listade i Catalogue of Life.